# میلان گالیچ
میلان گالیچ (سیریلیک صربی: Милан Галић؛ زادهٔ ۸ مارس ۱۹۳۸) یک بازیکن فوتبال اهل صربستان بود.